# Dowództwo Żandarmerii Wojskowej
Dowództwo Żandarmerii Wojskowej – fachowy organ pracy Ministra Spraw Wojskowych w sprawach żandarmerii.

## Historia
Z dniem 1 marca 1920 roku weszła w życie nowa organizacja Ministerstwa Spraw Wojskowych. Tego samego dnia swoje funkcjonowanie rozpoczęło Dowództwo Żandarmerii Wojskowej. Dowództwo zostało utworzone na podstawie rozkazu L.dz. 1925/Org. z 25 lutego 1920 roku oraz na bazie dotychczasowego Inspektoratu Żandarmerii Wojskowej. Dowództwo podlegało bezpośrednio Ministrowi Spraw Wojskowych. Siedziba dowództwa mieściła się przy ulicy Królewskiej 41 w Warszawie.
Na stanowisko dowódcy Żandarmerii Wojskowej został wyznaczony generał podporucznik Eugeniusz Dąbrowiecki, dotychczasowy Inspektor Żandarmerii Wojskowej. Jego zastępcą został pułkownik artylerii Władysław Jaxa-Rożen, dotychczasowy zastępca Inspektora Żandarmerii Wojskowej, natomiast stanowisko szefa sztabu zachował podpułkownik żandarmerii Wacław Harasymowicz.
Dowództwu Żandarmerii Wojskowej podlegały:
- Dywizjon Żandarmerii Wojskowej Nr 1 w Warszawie,
- Dywizjon Żandarmerii Wojskowej Nr 2 w Lublinie,
- Dywizjon Żandarmerii Wojskowej Nr 3 w Kielcach,
- Dywizjon Żandarmerii Wojskowej Nr 4 w Łodzi,
- Dywizjon Żandarmerii Wojskowej Nr 5 w Krakowie,
- Dywizjon Żandarmerii Wojskowej Nr 6 we Lwowie,
- Dywizjon Żandarmerii Wojskowej Nr 7 w Poznaniu,
- Dywizjon Żandarmerii Wojskowej Nr 8 w Grudziądzu,
- Dywizjon Żandarmerii Wojskowej Nr 9 w Grodnie,
- Szkoła Żandarmerii Wojskowej w Warszawie,
- Dowództwo Żandarmerii Krajowej w Cieszynie[3].

7 kwietnia 1921 roku dowództwo otrzymało nowy etat.
Na podstawie rozkazu L.dz. 594/Pfn. z 19 sierpnia 1921 roku Dowództwo Żandarmerii Wojskowej zostało przekształcone w Wydział II Żandarmerii Departamentu I Ministerstwa Spraw Wojskowych. W skład Wydziału II Żandarmerii weszły sekcje I i III oraz Wojskowy Referat Inwigilacyjny dotychczasowego Dowództwa Żandarmerii Wojskowej, natomiast sekcje II i IV zostały zlikwidowane.
| w 1920 roku                                           | w 1920 roku                           | 7 kwietnia 1921 roku                               | w 1921 roku                          |
| ----------------------------------------------------- | ------------------------------------- | -------------------------------------------------- | ------------------------------------ |
| dowódca Żandarmerii Wojskowej                         | dowódca Żandarmerii Wojskowej         | dowódca Żandarmerii Wojskowej                      | dowódca Żandarmerii Wojskowej        |
| zastępca dowódcy                                      | zastępca dowódcy                      | zastępca dowódcy                                   | zastępca dowódcy                     |
| szef sztabu                                           | szef sztabu                           | adiutant                                           | adiutant                             |
| Oddział Organizacyjno-Mobilizacyjny                   | Oddział I Organizacyjno-Mobilizacyjny | Oddział I Organizacyjny                            | Sekcja I Organizacyjno-Mobilizacyjna |
| Oddział Służby Policyjnej, Wojskowej i Bezpieczeństwa | Oddział II Bezpieczeństwa             | Oddział II Śledczy                                 | Sekcja II Bezpieczeństwa             |
| Oddział Spraw Personalnych                            | Oddział III Ewidencyjno-Personalny    | Oddział III Personalny                             | Sekcja III Personalna                |
| Oddział Dyscyplinarny                                 | Oddział IV Dyscyplinarny              | Oddział IV Dyscyplinarny                           | Sekcja IV Dyscyplinarno-Prawna       |
| V Kancelaria                                          | V Kancelaria                          | –                                                  | –                                    |
| Oddział Regulaminów i Wyszkolenia                     | –                                     | Referat Inwigilacyjny                              | –                                    |
| Oddział Ewidencji                                     | –                                     | Komisja Gospodarcza                                | –                                    |
| –                                                     | –                                     | Oddział Sztabowy Dowództwa Żandarmerii Wojskowej   | –                                    |
| –                                                     | –                                     | Korpus Sądowy Oddziału I Org.-Mob. MSWojsk.        | –                                    |
| –                                                     | –                                     | Wojskowa Komisja Śledcza przy Sejmie Ustawodawczym | –                                    |

## Obsada personalna
Dowódcy Żandarmerii Wojskowej:
- gen. ppor. Eugeniusz Dąbrowiecki (III 1920 - II 1921 → stan spoczynku)
- płk art. Władysław Jaxa-Rożen (II - VIII 1921 → szef Wydziału 2 Żandarmerii)

Oficerowie:
- mjr KS dr Filip Marian Zawada (szef Sekcji II[8])
- rtm. żand. Jan Szybalski (adiutant)[9]

Obsada personalna Dowództwa Żandarmerii Wojskowej 1 czerwca 1921 roku
- płk art. Władysław Jaxa-Rożen z 4 pap
- ppłk żand. Wacław Harasymowicz z 6 dyonu → dowódca 6 dżand
- ppłk żand. Witold Sokołowski z 1 dyonu
- mjr żand. Bolesław Greffner z 4 dyonu
- rtm. żand. Felicjan Plato Bałaban z 8 dyonu
- rtm. żand. Alfred Fleszar z 1 dyonu
- rtm. żand. Konstanty Heumann z 5 dyonu
- rtm. żand. Apolinary Jagodziński z 1 dyonu
- rtm. żand. Stanisław Kuciel z 8 dyonu
- rtm. żand. Wojciech Kuś z 3 dyonu
- rtm. żand. Adam Paweł Popowicz z 6 dyonu
- por. żand. Tadeusz Marian Barbacki z 6 dyonu
- por. żand. Józef Paweł Hand z 8 dyonu (ur. 2 IX 1891)
- por. żand. Mieczysław I Janowski z 8 dyonu (ur. 29 VIII 1894)
- por. żand. Leon Walicki z 1 dyonu
- por. żand. Bolesław Wolniewicz z 4 dyonu
- ppor. żand. Roman Czerwiński z 1 dyonu
- ppor. żand. Stanisław Grec z 8 dyonu
- ppor. żand. Karol Stanisław Gwoźdź z 3 dyonu
- ppor. żand. Jerzy Pepłowski z 1 dyonu[11]
- ppor. żand. Rudolf Franciszek Petz
- ppor. żand. Witold Stephani z 1 dyonu[12]